# Трансанелярний ефект
Трансанелярний ефект (англ. transannular effect) - взаємодія атомів або груп, які знаходяться у віддалених місцях кільця (найчастіше в 1,5- або 1,6-положеннях 8—12-членного кільця), що проявляється у певних властивостях фізичних сталих відповідних зв'язків i часто сприяє специфічним хімічним реакціям.